# デジ・アリウ
デジ・アリウ（Deji Aliu、1975年11月22日 ‐ ）は、ナイジェリア・ラゴス出身の元陸上競技選手。専門は短距離走。100mで9秒95、200mで20秒25、室内50mで5秒61（アフリカ記録）、室内60mで6秒48（アフリカ歴代2位タイ）の自己ベストを持つ。2004年アテネオリンピック男子4×100mリレーの銅メダリストである。

## 経歴

### 1999年
2月21日にリエヴァンで開催された室内大会の60mにおいてアフリカ歴代2位の6秒48をマークした。また、この時の50mの途中計時でアフリカ記録となる5秒61をマークした。
3月の前橋世界室内選手権男子60mに出場すると、シニアの世界大会で初のファイナリストになり、6秒58で5位に入った。
8月のセビリア世界選手権男子4×100mリレー決勝でナイジェリアチーム（Innocent Asonze、フランシス・オビクウェル、Daniel Effiong、アリウ）のアンカーを務め、37秒91のアフリカ記録を樹立しての銅メダル獲得に貢献した。しかし、リレーメンバーだったInnocent Asonzeのドーピング処分によって2005年8月に失格となり、メダルも剥奪された。

### 2003年
7月19日にアブジャで開催された大会の100mで9秒98（0.0）をマークし、10秒の壁を突破した。
8月のパリ世界選手権に出場すると、男子100mでは屋外の世界大会（個人種目）で初のファイナリストになり、10秒21（0.0）で7位に入った。その後、4位のドウェイン・チェンバースと5位のティム・モンゴメリがドーピング処分で失格となり、順位は5位に繰り上がった。男子4×100mリレー決勝ではナイジェリアチーム（オルソジ・ファスバ、ウチェナ・エメドル、ムサ・デジ、デリウ）のアンカーを務め、38秒89をマークしての5位に貢献した。その後、2位のイギリスがドウェイン・チェンバースのドーピング処分によって失格となり、順位は4位に繰り上がった。
10月のアフリカ競技大会男子100m決勝で9秒95（+0.6）の大会記録および自己ベストをマークし、ウチェナ・エメドル（9秒97）やレオナード・マイルズ＝ミルズ（10秒03）を破りアフリカチャンピオンに輝いた。

### 2004年
8月のアテネオリンピック男子4×100mリレー決勝でナイジェリアチーム（オルソジ・ファスバ、ウチェナ・エメドル、Aaron Egbele、デリウ）のアンカーを務め、38秒23をマークしての銅メダル獲得に貢献した。

## 自己ベスト
記録欄の（　）内の数字は風速（m/s）で、+は追い風を意味する。
| 種目 | 記録          | 年月日         | 場所       | 備考                       |
| 屋外 | 屋外          | 屋外           | 屋外       | 屋外                       |
| ---- | ------------- | -------------- | ---------- | -------------------------- |
| 100m | 9秒95 (+0.6)  | 2003年10月12日 | アブジャ   |                            |
| 200m | 20秒25 (+0.8) | 2002年6月10日  | アテネ     |                            |
| 室内 |               |                |            |                            |
| 50m  | 5秒61+        | 1999年2月21日  | リエヴァン | アフリカ記録 60mの途中計時 |
| 60m  | 6秒48         | 1999年2月21日  | リエヴァン | アフリカ歴代2位タイ        |

## 主要大会成績
備考欄の記録は当時のもの
| 年   | 大会                                 | 場所           | 種目    | 結果           | 記録            | 備考                        |
| ---- | ------------------------------------ | -------------- | ------- | -------------- | --------------- | --------------------------- |
| 1992 | 世界ジュニア選手権                   | ソウル         | 200m    | 準決勝2組4着   | 21秒44          |                             |
| 1992 | 世界ジュニア選手権                   | ソウル         | 4x100mR | 3位            | 39秒88 (2走)    |                             |
| 1994 | アフリカジュニア選手権 (en)          | アルジェ       | 100m    | 優勝           | 10秒61          |                             |
| 1994 | アフリカジュニア選手権 (en)          | アルジェ       | 200m    | 優勝           | 21秒34 (+3.5)   |                             |
| 1994 | 世界ジュニア選手権                   | リスボン       | 100m    | 優勝           | 10秒21 (+1.2)   |                             |
| 1994 | 世界ジュニア選手権                   | リスボン       | 200m    | 2位            | 20秒88 (+1.7)   |                             |
| 1994 | 世界ジュニア選手権                   | リスボン       | 4x100mR | 予選2組6着     | 41秒84 (4走)    |                             |
| 1994 | コモンウェルスゲームズ (en)          | ビクトリア     | 100m    | 2次予選4組5着  | 10秒28          |                             |
| 1994 | コモンウェルスゲームズ (en)          | ビクトリア     | 4x100mR | 予選途中棄権   | DNF             |                             |
| 1995 | 世界選手権                           | ヨーテボリ     | 100m    | 2次予選2組5着  | 10秒36 (0.0)    |                             |
| 1995 | 世界選手権                           | ヨーテボリ     | 200m    | 1次予選棄権    | DNS             |                             |
| 1996 | オリンピック                         | アトランタ     | 100m    | 2次予選1組4着  | 10秒26 (-0.3)   |                             |
| 1996 | オリンピック                         | アトランタ     | 4x100mR | 準決勝途中棄権 | DNF (1走)       |                             |
| 1997 | 世界室内選手権                       | パリ           | 60m     | 準決勝失格     | DQ              |                             |
| 1997 | 世界選手権                           | アテネ         | 200m    | 準決勝2組7着   | 20秒78 (-0.2)   |                             |
| 1999 | 世界室内選手権                       | 前橋           | 60m     | 5位            | 6秒58           |                             |
| 1999 | 世界選手権                           | セビリア       | 100m    | 2次予選5組4着  | 10秒22 (-0.2)   |                             |
| 1999 | 世界選手権                           | セビリア       | 4x100mR | 3位 失格       | 37秒91 (4走) DQ | アフリカ記録 ドーピング処分 |
| 1999 | アフリカ競技大会 (en)                | ヨハネスブルグ | 100m    | 4位            | 10秒11 (0.0)    |                             |
| 2000 | オリンピック                         | シドニー       | 100m    | 準決勝2組6着   | 10秒32 (+0.2)   |                             |
| 2000 | オリンピック                         | シドニー       | 4x100mR | 準決勝途中棄権 | DNF (4走)       |                             |
| 2001 | 世界室内選手権                       | リスボン       | 60m     | 決勝失格       | DQ              |                             |
| 2002 | コモンウェルスゲームズ (en)          | マンチェスター | 100m    | 4位            | 10秒15 (+0.2)   |                             |
| 2003 | 世界室内選手権                       | バーミンガム   | 60m     | 8位            | 6秒72           |                             |
| 2003 | 世界選手権                           | パリ           | 100m    | 5位            | 10秒21 (0.0)    |                             |
| 2003 | 世界選手権                           | パリ           | 4x100mR | 4位            | 38秒89 (4走)    |                             |
| 2003 | ワールドアスレチック ファイナル (en) | モナコ         | 100m    | 6位            | 10秒18 (+1.9)   |                             |
| 2003 | アフリカ競技大会 (en)                | アブジャ       | 100m    | 優勝           | 9秒95 (+0.6)    | 大会記録 自己ベスト         |
| 2003 | アフリカ競技大会 (en)                | アブジャ       | 4x100mR | 2位            | 38秒70 (4走)    |                             |
| 2004 | オリンピック                         | アテネ         | 100m    | 2次予選2組5着  | 10秒26 (0.0)    |                             |
| 2004 | オリンピック                         | アテネ         | 4x100mR | 3位            | 38秒23 (4走)    |                             |
| 2005 | 世界選手権                           | ヘルシンキ     | 100m    | 2次予選3組5着  | 10秒39 (+0.7)   |                             |
| 2005 | 世界選手権                           | ヘルシンキ     | 4x100mR | 予選2組6着     | 39秒29 (4走)    |                             |
| 2006 | 世界室内選手権                       | モスクワ       | 60m     | 予選7組4着     | 6秒78           |                             |
| 2006 | コモンウェルスゲームズ (en)          | メルボルン     | 100m    | 準決勝2組5着   | 10秒38 (+0.2)   |                             |
| 2006 | コモンウェルスゲームズ (en)          | メルボルン     | 4x100mR | 予選途中棄権   | DNF (4走)       |                             |
| 2008 | アフリカ選手権 (en)                  | アディスアベバ | 4x100mR | 決勝途中棄権   | DNF (1走)       |                             |